# Tetragonur de Cuvier
El tetragonur de Cuvier (Tetragonurus cuvieri) és una espècie de peix marí pertanyent a la família dels tetragonúrids i a l'ordre dels perciformes.

## Etimologia
Tetragonurus prové dels mots grecs tetra (quatre), gonia (angle) i oura (cua), mentre que cuvieri fa referència a Georges Cuvier.

## Descripció
Cos allargat, de secció cilíndrica a la regió anterior a l'anus i quadrangular a la regió caudal. Cap una mica comprimit, ulls rodons i relativament grossos. Absència d'escates al musell, a les maxil·les i a una àrea circular al voltant dels ulls. A boca closa, la mandíbula encaixa dins la maxil·la superior. La primera aleta dorsal, replegable dins un solc, té de 15 a 21 radis espinosos curts. Els radis tous de la segona dorsal (molt més llargs) són en nombre de 10 a 17. L'aleta anal té un radi espinós i de 10 15 radis tous. Cos de color bru fosc o negre amb reflexos violacis. La longitud total és de 30 a 35 cm (70 cm segons Haedrich). 52 vèrtebres. Aletes pectorals i pelvianes petites. Línia lateral contínua. Absència d'aleta adiposa. Aleta caudal bifurcada. Aletes pectorals amb cap espina i 14-17 radis tous. Aletes pelvianes amb 1 espina i 5-5 radis tous. 14-17 branquiespines. Distància interorbitària més gran que el diàmetre dels ulls. Os lacrimal força desenvolupat. Normalment, les larves mostren pigmentada la base de l'aleta caudal. Mandíbula inferior amb 80 dents fines i comprimides, i superior amb 50. Esquelet imperfectament ossificat. Opercle arrodonit i cobert d'escates. Orificis nasals rodons, situats a prop de la línia dorsal i relativament junts. Absència de bufeta natatòria. Testicles de color blanc.

## Reproducció
A l'Atlàntic té lloc entre el març i l'agost.

## Alimentació i depredadors
Es nodreix de meduses, celenterats, ctenòfors i plàncton. El seu nivell tròfic és de 3,78. És depredat per la tonyina d'aleta groga (Thunnus albacares).

## Hàbitat i distribució geogràfica
És un peix marí, batipelàgic (entre 1 i 800 m de fondària) i oceanòdrom, el qual viu a les aigües oceàniques temperades i càlides del Pacífic oriental (les illes Aleutianes, el golf d'Alaska, l'àrea compresa entre Alaska i Baixa Califòrnia -incloent-hi la costa del Canadà-, el corrent de Califòrnia, Mèxic, el corrent de Humboldt, Xile i les illes Hawaii), el Pacífic occidental (la Xina, el mar del Japó, el Japó, el corrent de Kuroshio, Austràlia, el mar de Tasmània i Nova Zelanda), l'Índic occidental (KwaZulu-Natal a Sud-àfrica), l'Atlàntic (el corrent de Benguela i Namíbia) i la mar Mediterrània (les illes Balears, Còrsega, Itàlia -com ara, Sardenya-, Albània, Algèria i, possiblement també, Grècia). Els individus joves, normalment, es refugien entre tunicats pelàgics (com ara, Salpa i Pyrosoma), mentre que els adults semblen ésser solitaris.

## Observacions
El seu índex de vulnerabilitat és d'alt a molt alt (66 de 100) i és sospitós de provocar enverinament per ciguatera, encara que els informes sobre la qualitat de la seua carn són contradictoris, ja que, per exemple, per a Risso seria molt tòxica: "...Sa chair, quoique blanche et assez tendre, est très nuisible. Ma propre expérience m'a démontré par deux fois qu'elle est fort dangereuse, et qu'elle ne peut servir de nourriture...", mentre que per a Tortonese tal toxicitat no ha estat confirmada. Tot i així, sembla que els principals símptomes després del seu consum són vòmits i calor a la gola i l'esòfag.